# アブラーム・ド・モアブル
アブラーム・ド・モアブル（Abraham de Moivre, 1667年12月31日 - 1754年12月30日）はフランスの数学者である。

## 人物
シャンパーニュ地方に生まれたがカルヴァン派の新教徒（ユグノー）であったため、1685年にナントの勅令が破棄されるとイングランドへと亡命した。したがって彼の業績はイングランドにおけるものであり、また生涯を通じて困窮していた。
主な業績としてド・モアブルの定理を証明したことが知られている。また負の二項分布、（二項分布の極限としての）正規分布、今日スターリングの公式として知られる近似式なども彼の研究成果である。
次の世代のラプラスが、ド・モアブルの再帰級数の手続きが、ラグランジュがその後線形差分方程式の積分に用いたものと同じであると記述している。1697年王立協会フェロー選出。